# Saint Andrew (parish i Guernsey)
Saint Andrew (franska: Saint-André-de-la-Pommeraye, engelska: St Andrew) är en parish i kronbesittningen Guernsey). Den ligger i den centrala delen av Guernsey. Antalet invånare är 2 409. Arean är 4,4 kvadratkilometer. Saint Andrew ligger på ön Guernsey.
Terrängen i Saint Andrew är platt.